# Rheintor/Grafenstraße
Rheintor/Grafenstraße (auch: Mollerstadt) bezeichnet einen Statistischen Bezirk in Darmstadt-Mitte.
Im Bereich der westlichen Innenstadt zwischen Landgraf-Philipps-Anlage (Westen), Hügelstraße (Süden), Grafenstraße (Osten) und Bismarckstraße (Norden) besteht eine für Cityrandlagen typische Nutzungsmischung aus Wohnen, Dienstleistung, Verwaltung und Einzelhandel.

## Geschichte
Zu Beginn des 19. Jahrhunderts bildete die Luisenstraße den westlichen Abschluss des bebauten Stadtgebiets. Im Jahr 1806 setzte sich Großherzog Ludwig I. von Hessen-Darmstadt mit der Erschließung des Geländes westlich und südlich der Luisenstraße drei Ziele: Die Schaffung von Wohnraum für zusätzliche Beamte, eine bessere Entfaltung von Gewerbe und Handel und die Schaffung eines repräsentativen Eingangs für die junge groß-herzogliche Residenz. Zur Realisierung seiner Absichten berief er 1810 den Stadtplaner und Architekt Georg Moller nach Darmstadt.
Im Verlauf der Industrialisierung wandelte sich der Bezirk vom Wohnquartier zum Geschäftsviertel. Der Zweite Weltkrieg hat die Mollerstadt fast völlig zerstört und ihre Bevölkerungsverluste in der Brandnacht des 11. September 1944 waren die höchsten in der Stadt. In den 1950er Jahren erfolgte der Wiederaufbau weitgehend auf dem historischen Stadtgrundriss. Es entstand eine Nutzungsmischung aus Wohnen, Dienstleistung, Verwaltung und Einzelhandel.

## Energetische Stadtsanierung
Am 18. Dezember 2013 wurde vom Magistrat der Stadt Darmstadt ein "integriertes Quartierskonzept zur energetischen Stadtsanierung Mollerstadt" beschlossen. Ziel des Konzeptes ist es, die CO2-Emissionen aus dem Quartier heraus zu reduzieren. Dazu wurde ein Maßnahmenkatalog erarbeitet, der die Handlungsfelder energetische Sanierung von Gebäuden, Klimaanpassung durch Begrünung, klimafreundliche Mobilität und Nutzersensibilisierung umfasst.

## Infrastruktur und Sehenswürdigkeiten
- Frauenklinik Darmstadt
- John-F.-Kennedy-Haus
- Klinikum Darmstadt
- Kunst Archiv Darmstadt
- Kunsthalle Darmstadt
- Mathildenplatz